# San Nicola dell'Alto
San Nicola dell'Alto (IPA: [sanˈniˈkɔla delˈlalto], Shën Kolli in arbëresh) è un comune italiano di 673 abitanti della provincia di Crotone in Calabria.
I suoi abitanti conservano la cultura e la lingua arbëreshe, ma hanno abbandonato, per una serie di vicissitudini (obbligati dall'ambiente latino circostante), il rito greco-bizantino.

## Geografia fisica
Il piccolo centro sorge ad un’altitudine media di 579 m s.l.m., tra i Monti Pizzuta e San Michele e confina con i comuni di Carfizzi, Casabona, Melissa e Pallagorio. Con una superficie di 7,85 km², è il comune meno esteso della provincia di Crotone.

## Origini del nome
Il paese è chiamato inequivocabilmente Shin Koll, che propriamente significa San Cola, che deriva da Shën Koll, forma letterale in lingua albanese.

## Storia

San Nicola dell’Alto nel 1930

Le prime notizie dell’esistenza del casale di San Nicola dell’Alto risalgono al Medioevo. Queste riguardano una concessione fatta dal re Carlo I d'Angiò ad Alfano, vescovo di Umbriatico dal 1270 al 1275, con la quale gli consentiva di tenere mercato in un luogo detto "Sanctus Nicolaus de Alto" e a Santa Marina. Inoltre, Alfano, ricevette il titolo baronale sui tre casali (Santa Marina, San Nicola e Maratea). I vescovi mantennero il titolo di barone di San Nicola dell'Alto fino alla soppressione della sede vescovile, avvenuta nel 1818.
Il 1º giugno del 1306 re Carlo II d'Angiò acconsentì la richiesta del vescovo di Umbriatico ed esentò gli abitanti dei casali di Santa Marina, "Sancti Nicolai de Alto" e Maratea da molte obblighi, con lo scopo di ripopolare i luoghi, che avevano subito le distruzioni durante le guerre del Vespro (1282-1302).
Col passare del tempo il casale di San Nicola dell’Alto sotto il dominio temporale e spirituale della mensa dei vescovi-baroni di Umbriatico, venne abbandonato e i suoi confini furono spesso oggetto di controversia con i vicini feudatari di Casabona che rivendicavano la proprietà del casale sulla base del fatto che San Nicola ricadeva nel loro territorio feudale. Dagli atti di una di queste liti risulta che nel 1474 esisteva la chiesa di San Nicola dell’Alto.
Per sedare le liti sul casale di San Nicola, i vescovi, con il consenso apostolico, lo diedero in fitto. Da un cedolario del 1472 si evince che "la terra di Casobono […] con lo Feudo di Santo Nicola dell’alto […]" apparteneva al regio demanio e San Nicola dell’Alto con le sue vigne erano state date all'armigero del re "Bonum Calentum" (Buono Calento) per essersi adoperato nel consolidamento della dinastia aragonese. Susseguirono nel feudo di San Nicola dell'Alto i conti di Montella Cabaniglia o Cavaniglia (1472), gli Aragona (1501), della Cananea da Cosenza (1562), i Cossa (1571), i patrizi napoletani dei Pisciotta (1580), i Campitelli (1643), i Spiriti (1652), i Pisciotta (1659), i Moccia (1693), i Crispano da Napoli, i Capecelatro (1783), che mantenne il marchesato di Casabona fino all’eversione della feudalità.
Nel 1807 San Nicola dell'Alto divenne Università sotto il Circondario di Strongoli e nel 1811 venne dichiarato Capoluogo di Mandamento, con l'attribuzione della frazione di Carfizzi. Nel 1816 passò dalla provincia di Cosenza a quella di Catanzaro. Nel 1847 il paese contava circa 1 800 abitanti. Nel 1904 i due centri albanesi ottennero l’autonomia comunale.

### L’arrivo degli Albanesi

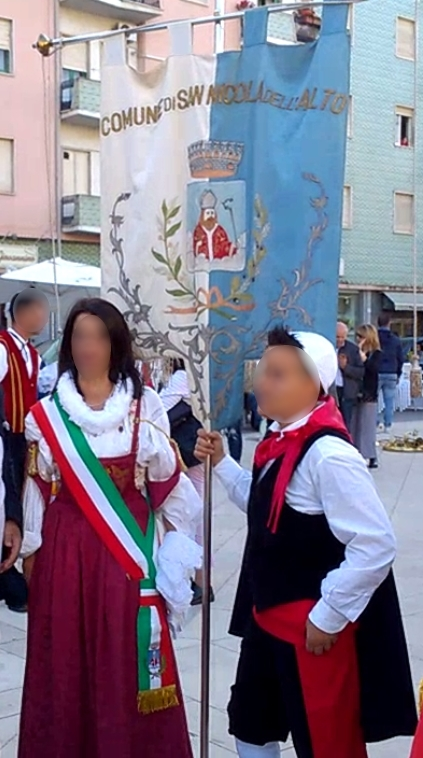
Costumi tradizionali albanesi di San Nicola dell'Alto

Intorno al 1480, quando risultavano affittuari di San Nicola dell'Alto i Cavaniglia, conti di Montella, un centinaio di Albanesi furono autorizzati dal vescovo di Umbriatico a stabilirsi nel territorio di Casabona, dove, nella cosiddetta "Gabella dell’Arango", sempre di pertinenza della mensa vescovile di Umbriatico,  costruirono una decina di pagliai. Poi, agli inizi del 1500, gli Albanesi si trasferirono sull’altura tra il monte San Michele e il monte Pizzuta, dando alla località il nome dell’antica chiesa di San Nicola.
Nella relazione ad limina del 1684 così si esprime Giovanni Battista Ponzi, vescovo di Umbriatico dal 1682 al 1688: "Il casale di S. Nicola dell'Alto abitato da Albanesi che erano venuti dall'Epiro nel 1480 e si erano sparsi in tutto il regno delle Due Sicilie è sotto il dominio temporale della mensa del vescovo di Umbriatico che è anche barone di questo luogo […]".
Dal foculario del Regno di Napoli del 1521, che riporta "Schiavoni, greci e albanesi", risulta che il casale di "Sancto Nycola Delalto" veniva tassato per nove fuochi,  mentre nella numerazione "de li Albanisi greci et sclavoni habitanti in la provintia de Calabria Citra" del 1543 emerge che i paesi di fondazione arberëshe, nell’alto crotonese, furono due: "Sancto Nicola de lauto" con 53 fuochi e 198 abitanti e Carfizzi con 21 fuochi e 82 abitanti. I cognomi erano: Basta, Bisulca, Canossa, Camideca, Carida, Carvisei, Clamaro, Como, Duca, Gangale, Gliaresti, Gliarisi, Grana, Incondissi, Lalti, Malicchia, Musacchio, Masi, Pangrati, Pillora, Scarriopolo e Tarassio; il più comune era Basta. Nello stesso anno ai 53 fuochi si aggiunsero le famiglie di Pietro Cariddi, Joanni Lalti, Giorgio Malicchia, Vera vedova di Joannelli Masi e Pietro Duaneta tutte provenienti da Carfizzi, ed altre quattro vennero da San Nicola da Crissa e precisamente le famiglie Michele Albanisi, Cola Como, Giorgio Lopes e Pietro de Como.

### La strage di Monongah
La comunità di San Nicola dell'Alto è stata duramente colpita dalla più grave sciagura mineraria mai verificatasi negli Stati Uniti d'America il 6 dicembre 1907 a Monongah (Virginia Occidentale). Alcune delle vittime della catastrofe erano emigranti italiani originari proprio di San Nicola dell'Alto.

### Simboli
La blasonatura dello stemma del comune di San Nicola dell'Alto è la seguente:

La descrizione del gonfalone è la seguente:
Stemma e gonfalone sono stati concessi con decreto del Presidente della Repubblica del 9 ottobre 1968.

## Monumenti e luoghi d'interesse

### Architetture civili e religiose
Caratteristico è il centro storico, con pietre che richiamano l'architettura medievale. Si possono scorgere nei vicoli interni archi rampanti e delle volte a botte.

#### Chiesa Madre di San Nicola Vescovo
La chiesa è situata nel cuore del centro storico. Già attestata nel 1474, la parrocchiale fu ricostruita 1675 e parzialmente ricostruita nel secolo scorso. A navata tripla e possiede acquasantiere in pietra e un ciborio seicentesco. La Chiesa è affiancata da un'imponente campanile che sovrasta l'abitato.

#### Chiesa di San Michele Arcangelo
Sull'omonimo monte si trova la chiesa di San Michele, edificato verso la fine del XVIII secolo al posto un di un preesistente monastero basiliano di cui ancora oggi si possono osservare alcuni resti. Al suo interno, il santuario conserva un'icona di San Michele risalente al XVIII secolo.

#### Chiesa di San Domenico di Guzmán
La chiesetta fu costruita tra il 1675 e il 1678. Una lapide all'interno della Chiesa attesta la sua edificazione da parte della famiglia borghese dei Simeone. Il luogo custodisce, tra le ossa rinvenute, quelle di un vescovo di origini sannicolesi.

### Scultura "Invocazione della pace"
Sulla punta della località La Pizzuta, nel comune di San Nicola dell'Alto, c'è un monumento alto oltre 7 metri, opera dell'artista calabrese Antonio Cersosimo. La scultura si chiama "Invocazione alla Pace" ed è realizzata in marmo bianco di Carrara e con base in granito Silk.
La statua raffigura un assembramento di donne e uomini che con le mani alzate verso il cielo implorano la pace nel mondo.

## Società

### Evoluzione demografica
Abitanti censiti

## Cultura

### Feste
La festa patronale di San Michele Arcangelo si svolge la prima domenica e lunedì di maggio.
A seguito delle novene sul monte, la domenica mattina il santo trasportato in spalle viene portato giù in paese.
Dopo un primo giro per le vie del paese il santo viene riposto in Chiesa Madre da dove uscirà la mattina seguente per percorrere le restanti vie del paese.
Particolarmente suggestiva è la processione del santo che parte dalla chiesa parrocchiale la sera del lunedì e, percorrendo il borgo, giunge nella sua chiesetta sul monte omonimo. La devozione del popolo sannicolese al Santo Patrono è particolarmente forte.

## Economia

### Artigianato
L'economia è essenzialmente su base agricola. Uliveti e vigneti rappresentano le coltivazioni più sviluppate e pertanto le uniche fonti di reddito. Anticamente era molto sviluppato il settore tessile, oggi quasi inesistente.

## Infrastrutture e trasporti
Il paese è attraversato dall'ex strada statale 492 di Savelli.

## Amministrazione
Sindaci di San Nicola dell'Alto dalla nascita della Repubblica Italiana.
| Periodo        | Periodo        | Primo cittadino     | Partito                             | Carica  | Note |
| -------------- | -------------- | ------------------- | ----------------------------------- | ------- | ---- |
| 1946           | 1948           | Pietro Basta        | Partito Comunista Italiano          | sindaco |      |
| 1948           | 1952           | Michele De Simone   | Partito Comunista Italiano          | sindaco |      |
| 1952           | 1956           | Francesco Santilli  | Partito Socialista Italiano         | sindaco |      |
| 1956           | 1961           | Severino Palmieri   | Democrazia Cristiana                | sindaco |      |
| 1961           | 1965           | Leonardo Vulcano    | Partito Comunista Italiano          | sindaco |      |
| 1965           | 1970           | Severino Palmieri   | Democrazia Cristiana                | sindaco |      |
| 1970           | 1975           | Leonardo Vulcano    | Partito Comunista Italiano          | sindaco |      |
| 1975           | 1980           | Vincenzo Pace       | Partito Comunista Italiano          | sindaco |      |
| 1980           | 1985           | Vincenzo Pace       | Partito Comunista Italiano          | sindaco |      |
| 1985           | 1990           | Salvatore Vitale    | Democrazia Cristiana                | sindaco |      |
| 1990           | 1995           | Carlo Rizzo         | Partito Democratico della Sinistra  | sindaco |      |
| 23 aprile 1995 | 13 giugno 1999 | Carlo Rizzo         | Partito Democratico della Sinistra  | sindaco |      |
| 13 giugno 1999 | 13 giugno 2004 | Luigi Rizzuti       | Democratici di Sinistra             | sindaco |      |
| 13 giugno 2004 | 7 giugno 2009  | Vincenzo Pace       | lista civica                        | sindaco |      |
| 7 giugno 2009  | 25 maggio 2014 | Francesco Scarpelli | Partito Democratico                 | sindaco |      |
| 25 maggio 2014 | 26 maggio 2019 | Francesco Scarpelli | Partito Democratico                 | sindaco |      |
| 26 maggio 2019 | 10 giugno 2024 | Francesco Scarpelli | lista civica Insieme per San Nicola | sindaco |      |
| 10 giugno 2024 | in carica      | Luigi Rizzuti       | lista civica Insieme per San Nicola | sindaco |      |

### Gemellaggi
- Prato, dal 1995